# Cao Zhen
Cao Zhen (murió 231), nombre de cortesía Zidan, fue un general militar sirviendo bajo el señor de la guerra Cao Cao en la tardía Dinastía Han. Sirvió al estado de Cao Wei durante el periodo de los  Tres Reinos. Él también era un sobrino lejano de Cao Cao, a pesar de que el otro lo trataba como un hijo.
Cao Zhen participó en muchas campañas contra las fuerzas de Liu Bei y Sun Quan. Desde el  227 en adelante, estuvo muy envuelto en repeler exitosamente las invasiones frecuentes lideradas por Zhuge Liang.